# Parque Natural dos Tarrafes do Rio Cacheu
O Parque Natural dos Tarrafes do Rio Cacheu (também conhecido por Parque Natural dos Tarrafes de Cacheu) é uma área protegida situado na Guiné-Bissau. Abrange uma superfície total de 88.615 ha, dos quais 68% apresentam uma cobertura de mangal (tarrafes) que faz parte daquele que é considerado como sendo o maior bloco de mangal contínuo da África Ocidental.
O Parque Natural dos Tarrafes do Rio Cacheu foi criado em Dezembro de 2000, pelo decreto 12/2000.
No seu interior habitam cerca de oito mil habitantes em 41 aglomerados. Esta área constitui parte da terra natal do grupo étnico Felupe (ou Diola).

## Fauna
Os vastos mangais acolhem um grande número de aves migratórias que invernam no parque. Entre os mamíferos, salientam-se os golfinhos Tursiops truncatus e Sousa teuszii, os hipopótamos Hippopotamus amphibius, os manatins Trichechus senegalensis, as gazelas-pintadas Tragelaphus scriptus e os macacos-verdes Cercopithecus aethiops. Entre os répteis destacam-se os crocodilos Crocodylus niloticus e C. tetraspis.